# Рыскулов, Акбар
Акбар Рыскулов (кирг. Акбар Рыскулов (Рыскул); род. 4 апреля 1953, Чым-Коргон, Фрунзенская область) — киргизский поэт, публицист, журналист и дипломат. Директор Государственного информационного агентства «Кыргызкабар» (1993—1994). Посол Кыргызстана в Казахстане (1995—2001) и Малайзии (2004—2005). Председатель Национального союза писателей Кыргызской Республики (2014—2019). Народный поэт Кыргызской Республики.

## Биография
Родился 4 апреля 1953 года в селе Чым-Коргон, Кеминский район, Фрунзенская область, Киргизская ССР, СССР. В 1970 году окончил среднюю школу в родном селе.
В 1975 году окончил филологический факультет Киргизского государственного университета имени 50-летия СССР в городе Фрунзе (сейчас — Бишкек). В том же году издал первый поэтический сборник «Көгүчкөндөр бийик учушат» (с кирг. — «Голуби летят высоко»).
В 1975—1981 и 1986—1991 годах работал в газете «Ленинчил жаш», занимая должности старшего корректора, корреспондента, заведующего отделом, ответственного секретаря, старшего консультанта и редактора. В 1981—1983 годах работал в журнале «Ала-Тоо» старшим редактором.
В 1983—1986 годах являлся старшим консультантом Союза писателей Киргизской ССР. С 1987 года являлся секретарём правления Союза журналистов Киргизской ССР. В 1994—1995 годах являлся сопредседателем Независимого союза писателей Кыргызстана. В 2014—2019 годах являлся председателем Национального союза писателей Кыргызской Республики.
В 1991—1993 годах являлся руководителем пресс-службы президента Кыргызстана. В 1993—1994 годах являлся директором Государственного информационного агентства «Кыргызкабар». До 2004 года являлся помощником президента Кыргызстана.
В 1995—2001 годах являлся послом Кыргызстана в Казахстане, в 2004—2005 годах — в Малайзии.
Член Союза писателей СССР (1978), член Союза журналистов СССР (1979), член КПСС (1980), член ЦК ЛКСМ Киргизии (1986).
Состоит в браке, имеет троих детей. Владеет турецким и английскими языкам.

## Работы
- Цикла очерков «Малазийские записи»[1]
- Исторический романа о Кыргызстане XVIII века (2007)[1]

## Награды
- Премия ЛКСМ Киргизии (1983) за поэтический сборник «Мезгил жебеси» (с кирг. — «Стрелки часов») и поэму «Артерии времени»[2].
- Почётная грамота президента Казахстана (2001)[1]
- Победитель литературного конкурса «Арча» в категории «Проза» (2012)[4]
- Государственная премия Кыргызской Республики имени Токтогула (2014) за исторический роман «Атакенин Акболот»[5]
- Заслуженный деятель культуры Кыргызской Республики[1]
- Народный поэт Кыргызской Республики[6]
- Орден «Манас» III степени (2024)[7]